# Смъртта на Вергилий
„Смъртта на Вергилий“ (на немски: Der Tod des Vergil) е роман от австрийския писател от еврейски произход Херман Брох (1886 – 1951), публикуван през 1945 г.

Житейската и литературната съдба на австрийския писател Херман Брох е тясно свързана с възхода на фашизма в Европа и разрушаването на моралните и културни ценности върху Стария континент. Тази тема, набелязана още в творбите на Франц Кафка, получава при Брох гигантски измерения, превръща се в основа на своеобразен „миров епос“. Още в първите страници на първото си крупно произведение, трилогията „Сомнамбулите“, създадена в началото на тридесетте години, Брох се докосва до един централен за цялото му литературно дело въпрос: „Нима този деформиран живот е все още действителен? Нима тази хипертрофирана действителност крие в себе си още живот? Нелогичното е недействително.“
Така според Брох човешкият живот добива „действителност“, само когато субективно се схваща като понятен – едва тогава той може да бъде приет като смислен и ценен и да бъде изживян. Но наред със субективната ценностна действителност на отделния човек съществуват безброй други, „чужди“ действителности, които поради своята непонятност постоянно застрашават самосъзнанието на индивида. Към тази заплаха се прибавя и чувството за непознаваемост на собствената душа. Така решаващият въпрос, с който се сблъскват всички герои в произведенията на Брох, е проблемът за изтичащото време и смъртта.
Между Светлината и Мрака
Според писателя смъртта стои на границата между светлия свят на съзнанието, в който всички неща са понятни, могат да бъдат определени и наименовани, и света на мрака, където нищо не е определено, всичко е безименно и чака да бъде назовано, за да може да се обхване и превъзмогне. От този възглед за смъртта произтича според Брох и същинската етическа задача на човека – да включи света на смъртта, мрака и ирационалното в светлия свят на съзнанието. Защото една такава интеграция би означавала победа над устременото към смъртта време, преодоляване на „великия необуздаем страх от живота, който човек изпитва в мига, когато съзнанието му за първи път проумее самотността на своята смърт.“ Защото за Херман Брох смъртта не се изразява само в прекратяването на живота – тя се проявява във всяко намаляване или стесняване на човешката същност. Противоположността на смъртта според писателя е екстатичното единение на индивида с необятния Космос. Страхът от живота замлъква едва когато човекът започне да долавя взаимовръзката между своята земна крайност и безкрайността на Вселената.
Тази е изходната позиция, от която през 1938 година Херман Брох започва работата си над романа „Смъртта на Вергилий“. Тази най-значима творба на писателя възниква като разширение на новелата „Завръщането на Вергилий“. Външният повод за тази преработка е арестуването на Брох от нацистите след Аншлуса на Австрия. В едно свое писмо той споделя: „Намирах се в едно състояние, което ежечасно ме подготвя за смъртта. И то се разгърна в работата ми над Вергилий. Това вече не беше смъртта на Вергилий, а представата за собствената ми смърт.“
Вергилий
Действието на романа протича през осемнайсетте последни часа от живота
на римския поет. На 20 септември 19 г. пр.н.е. болният Вергилий. пристига с кораб в пристанището на Брундизий като придружител на император Октавиан Август. Улиците и площадите на града са задръстени от човешката тълпа, насъбрала се, за да поздрави владетеля. С голяма мъка носилката на поета си пробива път. Останал най-после сам в двореца, Вергилий изживява особено силно душевните и физическите страдания на болестта. Лице в лице с приближаващата смърт той прави равносметка на живота и творчеството си. Осъзнава, че човекът на изкуството съществува сред постоянно и неразрешимо противоречие – от една страна чрез произведенията си той опива хората и така намалява тяхната дееспособност; от друга страна обаче като духовен водач, който се стреми да насочи хората към практическа дейност, той е изложен на опасността да обедни „езика на красотата“. Към самия себе си Вергилий отправя упрека, че е съзирал в хората само „градивен материал“, чрез който да създава чужда на живота красота. А такава една красота, която въздига себе си в закон и се самонаслаждава, е станала за него съмнителна. Така Вергилий трябва да признае, че в творчеството си се е разминал с великите цели на изкуството, които се заключават в любовта и познанието. Той разбира, че неговата поезия не може да допринесе за превъзмогването на „човешкото робство“. Във фантазията на болния поет тези мисли се изливат накрая в нареждането да бъде унищожен ръкописът на епоса му „Енеида“.
На следващия ден Вергилий се среща с приятелите си, а после води едночасов разговор със самия император Август. Тук проличават острите противоречия в схващанията на двамата. Императорът вижда в държавата въплъщение на „висшия човешки дълг“. А Вергилий определя държавата на Август само като предварителен етап по пътя към едно бъдещо „царство на човешката общност“. Пред императора поетът се опитва да защити решението си да изгори своята „Енеида“. Владетелят избухва в гняв и обвинява поета, че му завижда заради славните му дела и затова не желае да му посвети своя епос. За да се освободи от това подозрение, но и за да изпълни приятелския си дълг, накрая Вергилий предава на Август поемата. В завещанието си той обяснява защо оставя на потомството своята творба, въпреки нейните несъвършенства: „В това несъвършенство се крие не само проклятие, но и милост, не само слабостта на човека, но и неговата близост до боговете, не само незрялостта на човешката душа, а и нейното величие... Едва в несъвършенството се разбулва плодоносното великолепие на човешкия жребии, който представлява надхвърляне на собствените граници: между безмълвието на животното и безмълвието на бога се намира човешкото слово...“
Така основна тема на романа „Смъртта на Вергилий“ е превъзмогването на екзистенциалния „страх и трепет“ чрез осмислянето на носещото смърт време. Това осмисляне се извършва веднъж тематично посредством прозренията на умиращия поет и втори път – формално, посредствен особена техника на символите и сложна темпорална структура. Според Херман Брох символът изхожда от „натуралистичната реалия“, но се осъществява чрез нейното одухотворяване. Затова той има своите степени – преминава от по-ниско към по-високо равнище докато накрая включи в себе си безграничния Космос и изрази „платоничната идея“ в емпиричния свят на явленията.
Символизиране на факта
Превръщането на житейските факти в духовен символен материал се извърша в романа посредством художествен метод, сроден в много отношения с лайтмотивната техника на Томас Ман. В собствения си коментар към „Смъртта на Вергилий“ Херман Брох отбелязва, че повторението на мотивите в романа представлява „ехообразно отражение на цялостната структура на творбата“.
Но символизирането като метод се проявява особено силно в описанието на последните часово от живота на героя. Чрез разрастването на съзнанието в предсмъртните халюцинации на Вергилий той сякаш съзира самата „божествена същност“. Това мистично съзерцание намира словесен израз в неясни формулировки, в които е заложен стремежът към опознаване на символичността на света и човешкото съществуване.
Подобно „пренасяне“ на реални факти в духовно-символични образи намира своя формален израз в темпоралния градеж на романа. Действието остава ограничено в рамките на непълно денонощие. Това, което се извършва през времевия отрязък от осемнайсет часа, се изразява непосредствено в потока от изживявания в съзнанието на героя, като почти липсва присъствието на обективен разказвач. В сравнение с „потока на съзнанието“ у един Джойс, с когото често съпоставят Херман Брох, повествователният метод на австрийския писател има своите особености.
Докато при Джойс дори противоположните моменти на изживяване са разположени „поантилистично“, един до друг, потокът на съзнанието при Брох следва хронологичния ход на времето. Така Вергилий изживява събитията от последните си часове едно след друго. Но в тази своя подреденост те получават символично степенуване, каквото липсва при ирландския модерен класик. Този метод Херман Брох коментира с думите „Тук се опитва нещо съвсем ново, което би могло да се нарече лиричен самокоментар. Започвайки от най-външното равнище на действителността, ние навлизаме все по-дълбоко, пласт подир пласт, при което всеки нов пласт преработва съдържанието на предходния като лирически материал.“
Така изходна точка за разкриването на изживяванията в съзнанието на героя се оказва винаги някаква протичаща в конкретното време действителна случка. Например грубият смях на хора от простолюдието в мига, когато Вергилий се разбужда от своите трескави сънища, се „повишава“ в съзнанието на протагониста до обширен вътрешен монолог, който поставя под съмнение красотата на творческото взаимоотношение „човек-бог“. Вергилий внезапно прозира, че „разбиването на красотата не е нищо друго освен гол смях и че смехът е предопределеното разбиване на красотата на световете... светът винаги е бягство от убежището, над играта, над световете, над познанието, той е разбиване на световната горест, заседнал в мъжките гърла безкраен гъдел, превръщане на застиналото в красота пространство в зейнала бездна, в чието безименно безмълвие се загубва дори Нищото, подивяло от немота, подивяло от смях, но също така божествено...“ Тук смехът се явява като знак и символ на човешкото познание за това, че „боговете не са божествени“. Защото смехът е привилегия и на боговете, и на хората в тяхната най-земна изява.
Особената символична организация на романа, движението на мотивите, тяхното взаимодействие, преплитане и извисяване прави творбата на Херман Брох много сходна с музикално произведение.
Победа над Смъртта
Борбата на героя за побеждаването на страха от Смъртта добива характера на процес, чиито най-важни фази са: разруха на естетическата ценностна система у Вергилий; издигане на това лично изживяване до прозрение за нищожността на всеки порядък; възвръщане на увереността в Божието битие чрез пророческо съзерцание на една нова ценностна действителност. Тази „сонатна форма“ на романа засилва надсловесните внушения, съдържащи се в тематичните повторения, в символиката на цветовете и на четирите природни стихии и в особения лиричен изказ на повествованието.
Възникнал от случаен конкретен повод, романът „Смъртта на Вергилий“ става една от най-абстрактните, най-съкровените и най-философски литературни творби на XX век. Той се занимава не толкова със смъртта на един велик поет, колкото с преодоляването на разрушителните сили, които предизвикват страх и угнетение на човешкия дух – тук проличава и връзката с възшествието на фашизма в Европа.
Романът на Херман Брох подтиква към опознаване на собственото място на тази земя, а това ще рече и във Вселената. Защото „онзи, който е оставил зад гърба си първата врата на уплахата, се озовава в преддверието на действителността и започва да разбира всеобщата необходимост, необходимостта от всички дела като необходимост на собствената душа“. От творбата на Брох вее ведрост – отвъд радостта и тъгата; тя е безкрайна поема за себепостигането и себепознанието, поема за вътрешното освобождение от теснотата на видимия свят.